# (26800) Gualtierotrucco
(26800) Gualtierotrucco est un astéroïde de la ceinture principale.

## Description
(26800) Gualtierotrucco est un astéroïde de la ceinture principale. Il fut découvert le 6 mars 1981 à La Silla par Henri Debehogne et Giovanni de Sanctis. Il présente une orbite caractérisée par un demi-grand axe de 2,43 UA, une excentricité de 0,11 et une inclinaison de 8,3° par rapport à l'écliptique.

## Compléments